# Costa-Gavras

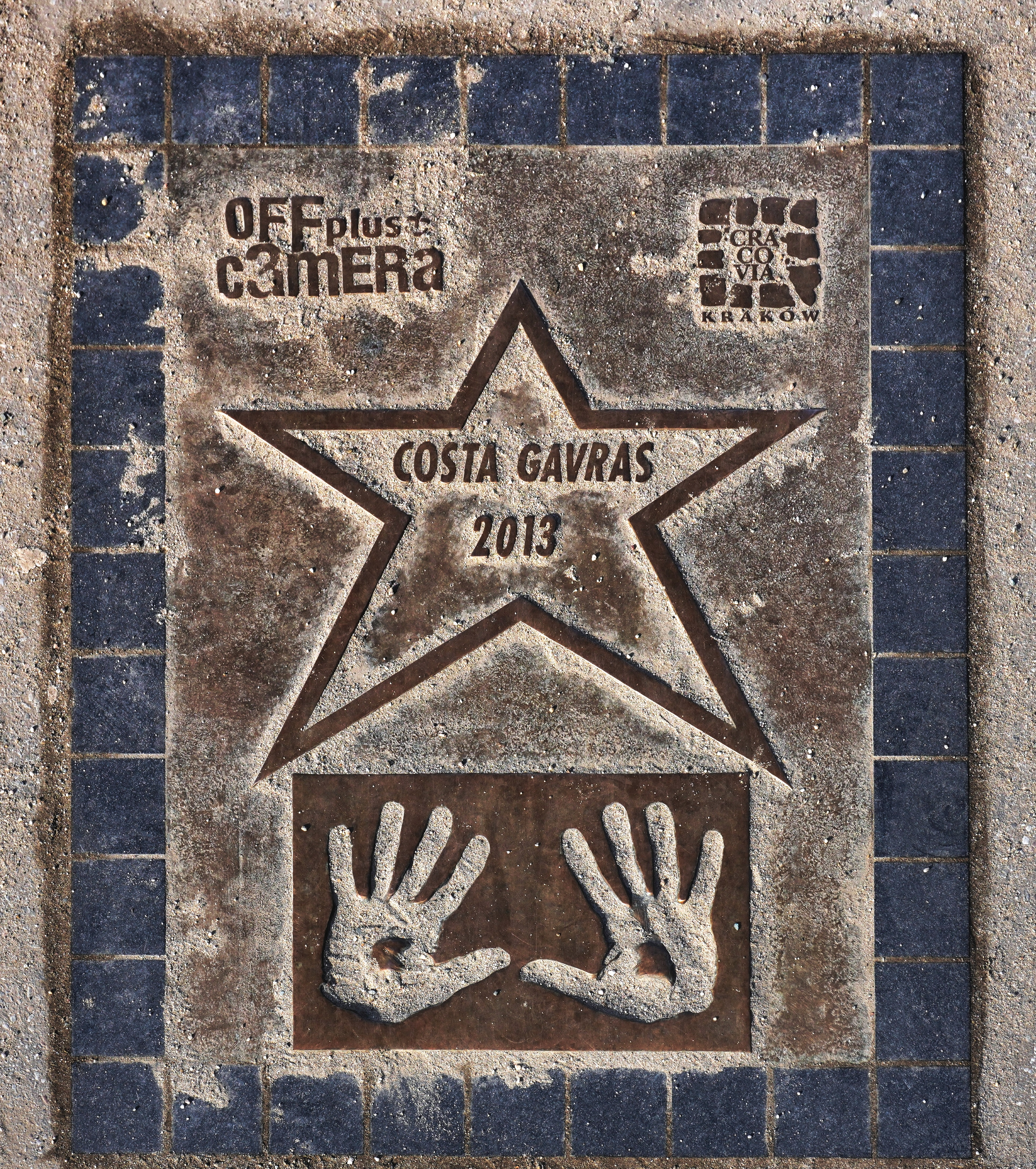
Gwiazda Costy-Gavrasa na Alei Gwiazd w Krakowie

Costa-Gavras, właśc. Konstantinos Gavras (ur. 13 lutego 1933 w Loutra Iraias) – francuski reżyser, scenarzysta i producent filmowy pochodzenia greckiego. Znany głównie z filmów politycznych.
Jego najbardziej cenionym filmem jest thriller polityczny Z (1969), nagrodzony m.in. Oscarami dla najlepszego filmu nieanglojęzycznego i za najlepszy montaż; nagrodą na 22. MFF w Cannes dla reżysera i za rolę męską oraz Złotym Globem dla najlepszego filmu zagranicznego.
W latach 1982–1987 był dyrektorem Cinémathèque française, największego na świecie archiwum filmowego.

## Życiorys
Urodził się w małej wiosce w Arkadii. Po wojnie jego rodzina przeniosła się do Aten. Jego ojciec należał do lewicowej partyzantki EAM-ELASi był więziony za poglądy. Z tego powodu Costa-Gavras, by skończyć studia, wyemigrował najpierw do Stanów Zjednoczonych, a po skończeniu college’u – do Francji, gdzie studiował najpierw prawo, a potem reżyserię.
Po skończeniu studiów był m.in. asystentem René Claira. Swój pierwszy film Przedział morderców nakręcił w 1965. Polonicum w jego twórczości jest film Mała apokalipsa, zrealizowany w 1993.
Zasiadał w jury konkursu głównego na 29. MFF w Cannes (1976). Przewodniczył obradom jury na 58. MFF w Berlinie (2008).

## Filmografia
- 1965: Przedział morderców (Compartiment tueurs)
- 1967: O jednego za wiele (1 homme de trop)
- 1969: Z
- 1970: Zeznanie (L'aveu)
- 1972: Stan oblężenia (État de siège)
- 1975: Sekcja specjalna (Section spéciale)
- 1979: Blask kobiecości (Clair de femme)
- 1982: Zaginiony (Missing)
- 1983: Hanna K.
- 1988: Zdradzeni (Betrayed)
- 1989: Pozytywka (Music Box)
- 1993: Mała apokalipsa (La petite apocalypse)
- 1997: Miejski obłęd (Mad City)
- 2003: Amen.
- 2005: Ostre cięcia (Le couperet)
- 2009: Eden jest na zachodzie (Eden à l'Ouest)
- 2012: Żądza bankiera (Le capital)
- 2019: Dorośli w pokoju (Adults in the Room)

## Nagrody i nominacje
| Rok  | Festiwal, nagroda                                      | Kategoria                                             | Za               | Wynik     |
| ---- | ------------------------------------------------------ | ----------------------------------------------------- | ---------------- | --------- |
| 1983 | Nagroda Akademii Filmowej                              | Najlepszy scenariusz adaptowany                       | Zaginiony        | Wygrana   |
| 1970 | Nagroda Akademii Filmowej                              | Najlepsza reżyseria                                   | Z                | Nominacja |
| 1970 | Nagroda Akademii Filmowej                              | Najlepszy scenariusz adaptowany                       | Z                | Nominacja |
| 1983 | Złoty Glob                                             | Najlepszy scenariusz                                  | Zaginiony        | Nominacja |
| 1983 | Złoty Glob                                             | Najlepszy reżyser                                     | Zaginiony        | Nominacja |
| 1976 | Złoty Glob                                             | Najlepszy film nieangielskojęzyczny                   | Sekcja specjalna | Nominacja |
| 1974 | Złoty Glob                                             | Najlepszy film nieangielskojęzyczny                   | Stan oblężenia   | Nominacja |
| 1971 | Złoty Glob                                             | Najlepszy film nieangielskojęzyczny                   | Zeznanie         | Nominacja |
| 1970 | Złoty Glob                                             | Najlepszy film nieangielskojęzyczny                   | Z                | Wygrana   |
| 1983 | Nagroda Brytyjskiej Akademii Filmowej                  | Najlepszy scenariusz                                  | Zaginiony        | Wygrana   |
| 1983 | Nagroda Brytyjskiej Akademii Filmowej                  | Najlepsza reżyseria                                   | Zaginiony        | Nominacja |
| 1970 | Nagroda Brytyjskiej Akademii Filmowej                  | Najlepszy scenariusz                                  | Z                | Nominacja |
| 1982 | Festiwal Filmowy w Cannes                              | Złota Palma                                           | Zaginiony        | Wygrana   |
| 1975 | Festiwal Filmowy w Cannes                              | Najlepszy reżyser                                     | Sekcja specjalna | Wygrana   |
| 1975 | Festiwal Filmowy w Cannes                              | Złota Palma                                           | Sekcja specjalna | Nominacja |
| 1969 | Festiwal Filmowy w Cannes                              | Nagroda Jury                                          | Z                | Wygrana   |
| 1969 | Festiwal Filmowy w Cannes                              | Złota Palma                                           | Z                | Nominacja |
| 1983 | Międzynarodowy Festiwal Filmowy w Wenecji              | Złoty Lew                                             | Hanna K.         | Nominacja |
| 2002 | Międzynarodowy Festiwal Filmowy w Berlinie             | Złoty Niedźwiedź                                      | Amen.            | Nominacja |
| 1993 | Międzynarodowy Festiwal Filmowy w Berlinie             | Złoty Niedźwiedź                                      | Mała apokalipsa  | Nominacja |
| 1990 | Międzynarodowy Festiwal Filmowy w Berlinie             | Złoty Niedźwiedź                                      | Pozytywka        | Wygrana   |
| 2018 | Europejska Nagroda Filmowa                             | Osiągnięcia życia                                     |                  | Wygrana   |
| 2006 | César                                                  | Najlepszy scenariusz adaptowany                       | Ostre cięcia     | Nominacja |
| 2003 | César                                                  | Najlepszy scenariusz                                  | Amen.            | Wygrana   |
| 2003 | César                                                  | Najlepszy film                                        | Amen.            | Nominacja |
| 2003 | César                                                  | Najlepszy montaż                                      | Amen.            | Nominacja |
| 1980 | César                                                  | Najlepszy film                                        | Blask kobiecości | Nominacja |
| 1980 | César                                                  | Najlepszy reżyser                                     | Blask kobiecości | Nominacja |
| 1969 | Nagroda Amerykańskiej Gildii Reżyserów Filmowych       | Najlepsze osiągnięcie reżyserskie w filmie fabularnym | Z                | Nominacja |
| 1983 | Nagroda Amerykańskiej Gildii Scenarzystów              | Nagroda Amerykańskiej Gildii Scenarzystów             | Zaginiony        | Wygrana   |
| 1983 | David di Donatello                                     | Najlepszy film zagraniczny                            | Zaginiony        | Nominacja |
| 1983 | David di Donatello                                     | Najlepszy reżyser – film zagraniczny                  | Zaginiony        | Nominacja |
| 1983 | David di Donatello                                     | Najlepszy scenariusz – film zagraniczny               | Zaginiony        | Nominacja |
| 2012 | Międzynarodowy Festiwal Filmowy w San Sebastián        | Nagroda Specjalna                                     | Żądza bankiera   | Wygrana   |
| 2012 | Międzynarodowy Festiwal Filmowy w San Sebastián        | Złota Muszla                                          | Żądza bankiera   | Nominacja |
| 1969 | Nagroda Stowarzyszenia Nowojorskich Krytyków Filmowych | Najlepszy reżyser                                     | Z                | Wygrana   |